# Cámara de chispas

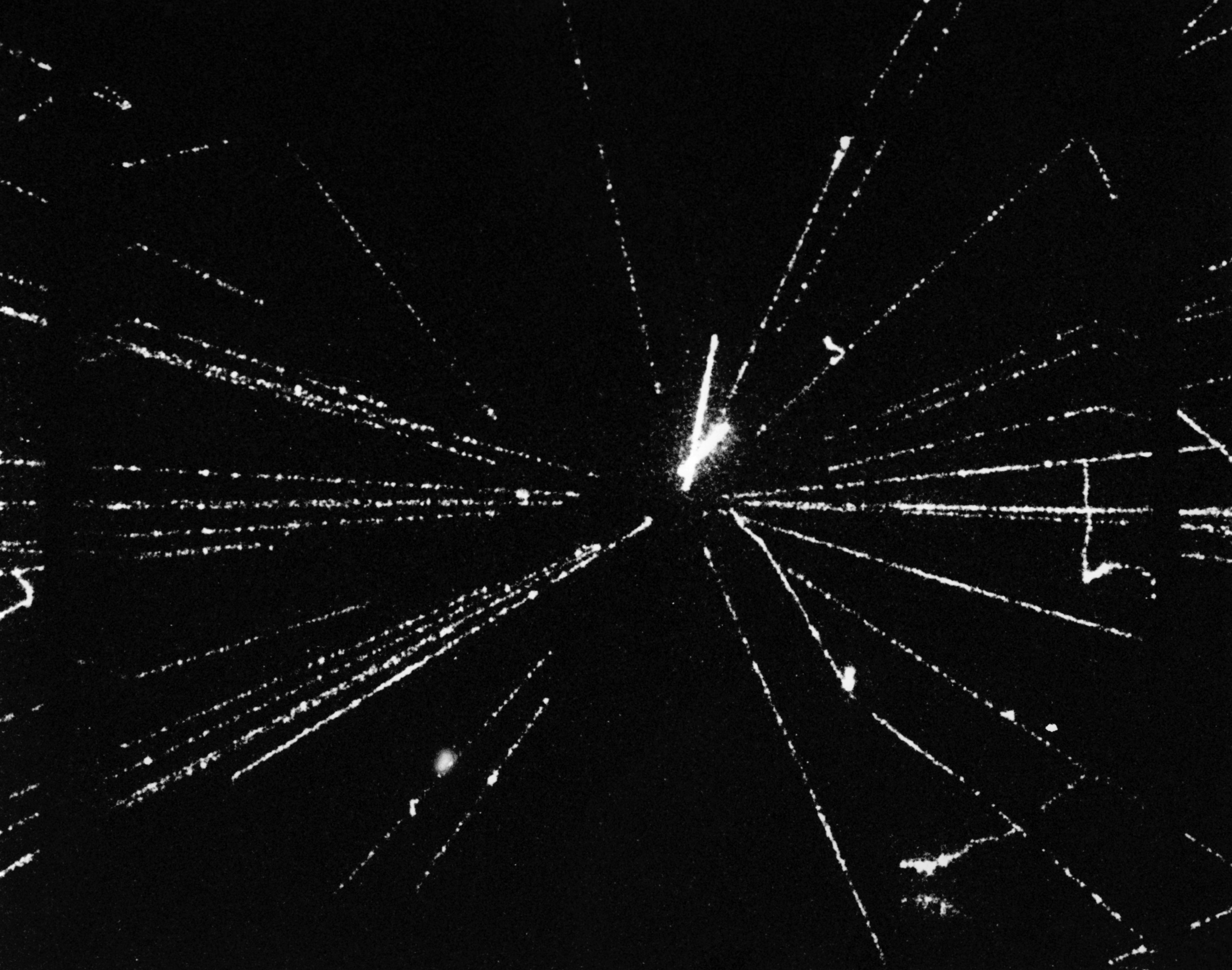
Una colisión entre un protón y un antiprotón registrada mediante una cámara de chispas del experimento UA5 del CERN.

Una cámara de chispas es un detector de partículas. Está formada por una cámara que contiene un gas noble (helio, neón, argón o una mezcla de varios), y que está comprendida entre dos planos a diferente potencial eléctrico (típicamente de unos miles de voltios).  Cuando una partícula cargada, como un electrón, atraviesa el gas, deja una traza de gas ionizado. Al aplicar una diferencia de potencial entre los dos planos, se produce una descarga (una chispa) entre los planos. La chispa indica dónde se ha producido el impacto. Colocando varias cámaras una encima de otra, puede observarse la trayectoria de la partícula. La trayectoria se registra bien a simple vista o bien mediante una cámara fotográfica que se activa cuando se produce la descarga.
Este tipo de detector se usaba sobre todo en la década de 1970 y ha sido actualmente sustituido por la cámara de hilos. 